# Lahmiales
Lahmiales (лат.) — порядок аскомицетовых грибов, в состав которого входят: семейство Lahmiaceae O.E. Erikss., 1986 и род — Lahmia Körb. (вид Lahmia kunzei (Flot.) Körb.). Патогенный гриб деревьев.